# Kugelhahn

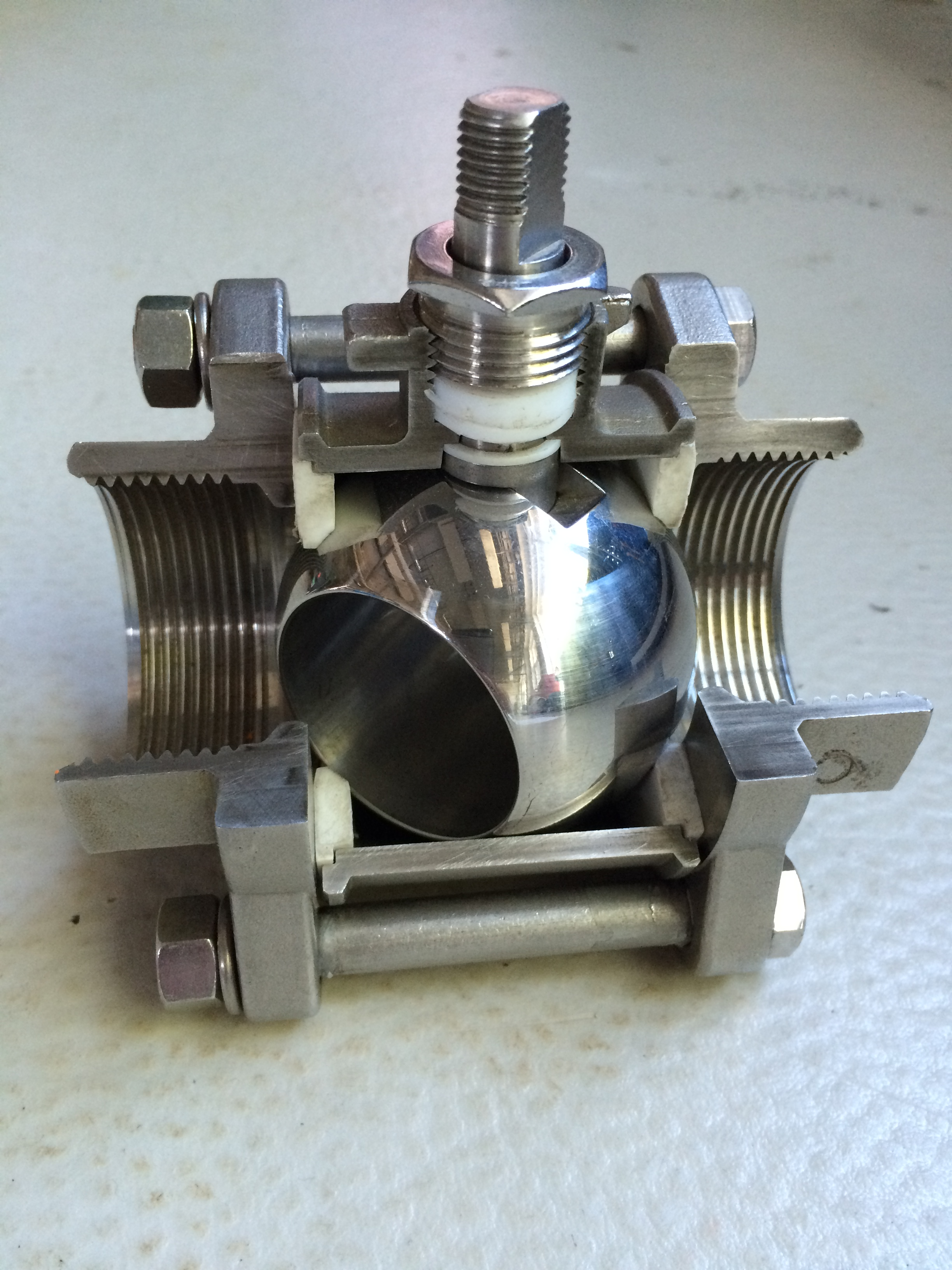
Schnittmodell – erkennbar ist, wie bei halbgeöffnetem Kugelhahn das Medium in den Totraum zwischen Kugel, Gehäuse und den beiden Dichtungsringen gelangt.

Schnittschema eines Kugelhahns mit reduziertem Durchgang, schwimmender Kugel und zweiteiligem Gehäuse. 1: Kugel, 2: drehbar gelagerte Achse zur Verbindung von Kugel und Handhebel, 3: Stopfbuchse zur Abdichtung der Achse, 4: Griff, 5: Gehäuse 6: Dichtringe

Symbolische Darstellung eines Kugelhahns in technischen Zeichnungen

Kugelhähne (auch Kugelhahnen, englisch ball valve) sind Armaturen mit einer durchbohrten Kugel als Absperrkörper und werden, vor allem bei größeren Leitungsdurchmessern, auch als Kugelschieber bezeichnet. Ebenso wie die ähnlich aufgebauten Kükenhähne werden Kugelhähne meist als Absperrhähne eingesetzt. Charakteristisch für einen Absperrhahn ist das vollständige Schließen durch Drehung der Achse um lediglich 90° (im Gegensatz etwa zu Ventilen und Schiebern). Kugelhähne können mit Stellantrieben ausgestattet sein, um das Öffnen und Schließen zu automatisieren.
Kugelhähne werden gelegentlich missverständlich als Kugelventile (englisch ball check valve) bezeichnet. Mit einem Kugelventil ist in der Regel jedoch ein Rückschlagventil mit axial beweglicher Kugel gemeint, das den Durchfluss nur in einer Richtung zulässt.

## Konstruktionsmerkmale

### Varianten
Man unterscheidet Kugelhähne:
- nach der Größe des Durchgangs:
  - mit vollem Durchgang: die Bohrung in der Kugel hat denselben Innendurchmesser wie die angeschlossene Rohrleitung. Dadurch ergeben sich geringe Strömungsverluste. Die Betätigung der Kugel erfolgt – wie bei anderen Absperrhähnen – durch Drehung des Griffs um bis zu 90°.
  - mit reduziertem Durchgang: die Bohrung in der Kugel hat einen kleineren Innendurchmesser als die angeschlossene Rohrleitung.
- nach der Art der Dichtung:
  - In der Regel werden weichdichtende Kugelhähne mit Dichtringen aus Kunststoff (häufig PTFE) eingesetzt, die für Temperaturbereiche bis 220 °C geeignet sind.
  - Bei höheren Betriebstemperaturen und zusätzlich durchgeleiteten Feststoffen werden metallische Dichtungen verwendet.
- nach der Lagerung der Kugel:
  - Einfache Kugelhähne besitzen eine schwimmende Kugel (siehe Schnittschema rechts), die üblicherweise durch den Sitz in beidseitig angeordneten Dichtringen in Position gehalten wird.
  - Bei Kugelhähnen mit geführter Kugel ist die Kugel an zwei gegenüberliegenden Seiten mit einem Zapfen versehen, der im Gehäuse gelagert wird. Dann ist nur ein Dichtring erforderlich.

### Sonstiges
Die Dichtringe werden jeweils so positioniert, dass der Druck des Mediums auf Kugel bzw. Dichtungsring zu einer Erhöhung des Anpressdrucks zwischen Kugel und Dichtring führt. Bei schwimmender Lagerung wird die Kugel in die gegenüberliegende Dichtfläche gedrückt; bei geführter Kugel drückt das Fluid die Dichtung gegen Gehäuse und Kugel.
Bei großen Nennweiten (z. B. Pipeline) wird oft ein von der genauen Kugelform abweichender Absperrkörper verwendet. Durch eine leichte Ovalisierung der Kugel erhöht sich bei der Betätigung der Pressdruck auf die dichtenden Sitzringe.
Die zur Abdichtung nötige Flächenpressung zwischen Kugel und Dichtringen erfordert relativ hohe Arbeitsmomente zum Öffnen und Schließen der Armatur, in großen Nennweiten (z. B. DN 1200) bis zu 80.000 Nm. Durch Ablagerungen und Adhäsionseffekte zwischen Kugel und Dichtungssitz erhöht sich das Losbrechmoment mit der Zeit weiter. Wenn Kugelhähne nicht regelmäßig betätigt werden, kann die erforderliche Betätigungskraft so hoch werden, dass bei einfachen Ausführungen Griff oder Antriebsachse brechen oder die Dichtringe beschädigt werden.
Die Betätigungskraft hängt auch vom Druck des Mediums ab. Bei großen Ausführungen und hohen Drücken bietet es sich an, einen Bypass (Umgang) um die Hauptarmatur zu legen. So kann zunächst der Differenzdruck abgebaut werden, um das anschließende Öffnen zu erleichtern. Zur Verringerung der Betätigungskraft kann auch ein Schneckengetriebe eingesetzt werden.
Bei einem Drei-Wege-Kugelhahn hat die Kugel statt einer Durchgangsbohrung eine L- oder T-Bohrung. Damit kann der Fluss des Mediums auf ein oder zwei Abgänge verteilt werden. Angeboten werden auch Vier- oder Fünf-Wege-Hähne.

## Besonderheiten
Beim Betätigen eines gewöhnlichen Kugelhahns gerät ein Teil des Mediums in den Totraum zwischen Kugel und Gehäuse. Dies kann hygienische Probleme bereiten, da der Totraum nur teilweise vom Medium durchspült wird und sich üblicherweise kaum reinigen lässt. Für kritische Anwendungen wird daher der Totraum durch Füllkörper reduziert oder eliminiert.
Volumenveränderungen von Flüssigkeiten durch Abkühlung oder Erwärmung können im abgesperrten Zustand im Volumen innerhalb der Kugel einen so hohen hydraulischen Druck erzeugen, dass die Kugel platzt. Abhilfe schafft eine Sollbruchstelle zum Volumenausgleich oder eine kleine Entlastungsbohrung.
Eine Bohrung durch Gehäuse und Drehachse der Kugel erlaubt auch die Kontrolle der Dichtheit des Kugelhahns sowie das Einführen und den Tausch von Temperatur- und Druckfühlern o. ä., ohne dass hierfür der Druck aus der angeschlossenen Leitung abgelassen werden muss.
Eine besondere Methode erlaubt das Anbringen von Stutzen an Behältern oder Rohrleitungen unter Betriebsbedingungen. Der Stutzen wird stumpf angeschweißt. Darauf wird der Kugelhahn montiert und anschließend durch die offene Kugel ein Loch durch die Wandung gebohrt. Diese Methode kann auch bei brennbaren Gasen und Flüssigkeiten angewendet werden.

### Vorteile
Verglichen mit anderen Armaturen hat ein Kugelhahn folgende Vorteile:
- Kugelhähne mit vollem Querschnitt ermöglichen große Kvs-Werte
- Kugelhähne mit vollem Querschnitt erlauben den Durchgang eines Molchs zur Reinigung der Leitung
- je nach Konstruktion und Materialwahl kann auch bei hohem Druck eine ausreichende Dichtheit und eine schnelle Betätigung erreicht werden.

### Nachteile
Nachteile sind:
- vom Medium berührter Totraum; totraumfrei sind nur Spezialausführungen sowie die ähnlich aufgebauten Kükenhähne,
- je nach Betriebsbedingungen erhöhter Verschleiß an den Dichtungsflächen,
- aufwendige Konstruktion bei großen Nennweiten, die eine doppelte Lagerung und Getriebeuntersetzung des Spindelantriebs erfordern, um die Betätigungskraft zu reduzieren,
- ein Kugelhahn ist mindestens eineinhalbmal so lang wie der Innendurchmesser der Kugel. Dadurch ist er fast ausnahmslos länger und schwerer als andere Armaturbauformen wie z. B. Klappen,
- nur sehr eingeschränkt zur kontrollierten Steuerung der Durchflussmenge verwendbar, da sich der Öffnungsquerschnitt nicht proportional zum Drehwinkel der Kugel verändert,
- konstruktionsbedingt verursacht das Schließen eines Kugelhahns Druckschläge in den angeschlossenen Leitungen, deren Stärke von der Schließgeschwindigkeit des Hahns sowie von Masse und Kompressibilität des in den angeschlossenen Leitungen strömenden Mediums abhängt; Druckschläge belasten unter anderem die Dichtringe des Kugelhahns und können zur Undichtigkeit führen.

## Arten
Übliche Ausführungsarten:
- Einteiliger Kugelhahn mit reduziertem Durchgang und Innengewinde
- 2-teiliger Kugelhahn mit vollem Durchgang und Innengewinden (I/I)
- 2-teiliger Kugelhahn mit vollem Durchgang und Innen/Außen-Gewinde (I/A)
- 3-teiliger Kugelhahn mit vollem Durchgang, Innengewinde und ISO-TOP (Stellantrieb)
- 3-Wege-Kugelhahn mit vollem Durchgang, T- oder L-Bohrung, Innengewinde und ISO-TOP 5211 für Stellantrieb
- Mini-Kugelhahn I/I oder I/A
- Einteiliger Kompakt-Kugelhahn
- 2-teiliger Flanschenkugelhahn
- 3-teiliger Kugelhahn mit Schneidring- oder Preßanschluss
- Kugelauslaufventil (KFE-Hahn)

Üblich sind Hebel- oder Flügelgriffe, welche in Öffnungsstellung parallel zur Durchflussrichtung stehen.